# Lissosculpta javanica
Lissosculpta javanica är en stekelart som först beskrevs av Cameron 1905.  Lissosculpta javanica ingår i släktet Lissosculpta och familjen brokparasitsteklar. Inga underarter finns listade i Catalogue of Life.